# Frantisek Emmert
 (novembre 2021).
Si vous disposez d'ouvrages ou d'articles de référence ou si vous connaissez des sites web de qualité traitant du thème abordé ici, merci de compléter l'article en donnant les références utiles à sa vérifiabilité et en les liant à la section « Notes et références ».
 (novembre 2021).
La mise en forme du texte ne suit pas les recommandations de Wikipédia : il faut le « wikifier ».
Les points d'amélioration suivants sont les cas les plus fréquents :
- Les titres sont pré-formatés par le logiciel. Ils ne sont ni en capitales, ni en gras.
- Le texte ne doit pas être écrit en capitales (les noms de famille non plus), ni en gras, ni en italique, ni en « petit »…
- Le gras n'est utilisé que pour surligner le titre de l'article dans l'introduction, une seule fois.
- L'italique est rarement utilisé : mots en langue étrangère, titres d'œuvres, noms de bateaux, etc.
- Les citations ne sont pas en italique mais en corps de texte normal. Elles sont entourées par des guillemets français : « et ».
- Les listes à puces sont à éviter, des paragraphes rédigés étant largement préférés. Les tableaux sont à réserver à la présentation de données structurées (résultats, etc.).
- Les appels de note de bas de page (petits chiffres en exposant, introduits par l'outil «  Source ») sont à placer entre la fin de phrase et le point final[comme ça].
- Les liens internes (vers d'autres articles de Wikipédia) sont à choisir avec parcimonie. Créez des liens vers des articles approfondissant le sujet. Les termes génériques sans rapport avec le sujet sont à éviter, ainsi que les répétitions de liens vers un même terme.
- Les liens externes sont à placer uniquement dans une section « Liens externes », à la fin de l'article. Ces liens sont à choisir avec parcimonie suivant les règles définies. Si un lien sert de source à l'article, son insertion dans le texte est à faire par les notes de bas de page.
- La présentation des références doit suivre les conventions bibliographiques. Il est recommandé d'utiliser les modèles {{Ouvrage}}, {{Chapitre}}, {{Article}}, {{Lien web}} et/ou {{Bibliographie}}. Le mode d'édition visuel peut mettre en forme automatiquement les références.
- Insérer une infobox (cadre d'informations à droite) n'est pas obligatoire pour parachever la mise en page.

Pour une aide détaillée, merci de consulter Aide:Wikification.
Si vous pensez que ces points ont été résolus, vous pouvez retirer ce bandeau et améliorer la mise en forme d'un autre article.
 (décembre 2021).
Frantisek Emmert (né en 1974 à Brno) est un écrivain et auteur de littérature non fictionnelle consacrée à l’histoire contemporaine avec un lien familial avec la France.

## Biographie
Frantisek Emmert est né en 1974 à Brno dans la famille du compositeur et professeur en école de musique František Gregor Emmert. La famille de son père est venue de Bavière en Bohême après la Première Guerre mondiale. Sa mère venait d’une famille d’artisans indépendants originaires de Prague, qui avaient fondé et détenaient avant 1948 une confiserie familiale dans la ville thermale tchèque de Teplice. 
Après le lycée, Frantisek Emmert a d’abord commencé des études d’histoire au sein de la Faculté des lettres de l’Université Masaryk de Brno, puis il a étudié le droit. Il a obtenu en 2011 le titre universitaire de docteur en droit à la Faculté de droit de l’Université Charles de Prague ainsi que, plus tard, le titre scientifique de PhD. (dans le domaine de l’histoire du droit) au sein de la Faculté de droit de l’Université Masaryk de Brno.
De 1992 à 2006 il a travaillé en tant que journaliste, publiciste et rédacteur littéraire. Il est passé par la Radio tchèque, les quotidiens Rovnost, Právo et ZN noviny/Slovo et l’agence de presse nationale tchèque (ČTK). Entre 2009 et 2011 il a été porte-parole de la Cour administrative suprême de Brno.
Depuis 2013 il travaille en tant qu’employé de recherche scientifique au sein de l’Institut d’état et de droit de l’Académie des sciences de République tchèque. Il a enseigné en 2014 et 2015 à la Faculté de droit de l’Université Palacký d’Olomouc. Depuis 2020 il travaille au sein de la Faculté de droit de l’Université Masaryk de Brno.

## Œuvre
Il se consacre à l’écriture depuis 2001. Ses deux premiers ouvrages littéraires sont parus en 2003 et 2004. Mais c’est avec la littérature non fictionnelle sur l’histoire contemporaine tchèque qu’il s’est imposé. Les éditions Vyšehrad ont publié en 2005 son premier recueil d’une série d’ouvrages non fictionnels Češi ve wehrmachtu (Les Tchèques dans la Wehrmacht), qui a rapidement connu plusieurs rééditions et a eu un écho auprès des lecteurs et des spécialistes.
S’en sont ensuivies des publications narratives – appelées musées en livre – retraçant de manière claire les événements historiques clés du XXe siècle, surtout ceux de l’histoire tchèque. Jusqu’en 2020, Emmert a écrit et publié plus de 30 ouvrages. Certains d’entre eux ont été réédités, ont reçu des récompenses prestigieuses ou ont été traduits dans une autre langue (anglais, néerlandais, slovaque) ou sont nés avec la collaboration médiatique de la Télévision tchèque (ČT). Sa publication Osudové osmičky v našich dějinách (Les 8 fatidiques de notre histoire) a obtenu en 2009 le prix principal E. E. Kisch attribué par la Société des écrivains tchèques.
Frantisek Emmert est également un auteur de littérature juridique professionnelle, coauteur d’un manuel de sciences sociales pour l’enseignement secondaire et auteur de commentaires et de contributions de publicistes dans la presse quotidienne ainsi que d’articles techniques et d’études dans les domaines de l’histoire, du droit et de la politique internationale dans des magazines spécialisés et des recueils.
Il a participé au film historique tchèque Lidice en tant que conseiller technique.

### Livres publiés en tchèque
- 2021: Havel
- 2020: US Army v Československu (L’armée US en Tchécoslovaquie)
- 2019: Moderní české dějiny (Histoire tchèque contemporaine)
- 2019: Sametová revoluce: Cestě ke svobodě (La Révolution de velours : le chemin vers la liberté)
- 2018: Československé legie v Rusku (Les légions tchécoslovaques en Russie)
- 2018: Zlomové osmičky 1918-1938-1948-1968 (Les 8 fatidiques 1918-1938-1948-1968)
- 2018: Zrození republiky: Národní revoluce 1918 (Naissance de la République : la Révolution nationale de 1918)
- 2017 - Wehrmacht: Služba německého vojáka (La Wehrmacht : le service du soldat allemand)
- 2017 - Tomáš Garrigue Masaryk: Myslitel a prezident (Tomáš Garrigue Masaryk : Penseur et président)
- 2016 - Zikmund a Hanzelka. S Tatrou kolem světa (Zikmund et Hanzelka. En Tatra autour du monde)
- 2016 - Německá okupace českých zemí (L’occupation allemande des pays tchèques)
- 2016 - Státní občanství na území České republiky v minulosti a současnosti (odborná monografie) (La nationalité sur le territoire de la République tchèque dans le passé et le présent [monographie spécialisée])
- 2015 - Československý odboj za druhé světové války (La résistance tchécoslovaque pendant la Seconde Guerre mondiale)
- 2015 - Mobilizace 1938: Chtěli jsme se bránit! (Mobilisation 1938 : Nous voulions nous défendre !)
- 2014 - Českoslovenští legionáři za první světové války (Les légionnaires tchécoslovaques pendant la Première Guerre mondiale)
- 2014 - TGM (2. vydání 2020) (Tomáš Garrigue Masaryk [2e édition 2020])
- 2013 - Peklo na východní frontě (Muzeum v knize) (L’enfer sur le front oriental) [Musée en livre])
- 2012 - Průvodce českými dějinami 20. století (2. vydání 2019) (Guide à travers l’histoire tchèque du XXe siècle [2e édition 2019])
- 2012 - Václav Havel 1936-2011 (Muzeum v knize) (Václav Havel 1936-2011 [Musée en livre])
- 2012 - Československý zahraniční odboj za druhé světové války na Západě (Muzeum v knize) (La résistance tchécoslovaque à l’étranger pendant la Seconde Guerre mondiale [Musée en livre])
- 2011 - Česká republika a dvojí občanství (odborná monografie, 2. vydání 2014) (La République tchèque et la double nationalité [monographie spécialisée, 2e édition 2014])
- 2009 - Sametová revoluce - Kronika pádu komunismu 1989 (Muzeum v knize) (La Révolution de velours – Chronique de la chute du communisme 1989 [Musée en livre])
- 2008 - 1918: Vznik ČSR (Muzeum v knize) (1918 : La naissance de la République tchécoslovaque [Musée en livre])
- 2008 - Osudové osmičky v našich dějinách (Muzeum v knize) (Les 8 fatidiques de notre histoire [Musée en livre])
- 2008 - Češi u Tobruku : skutečné příběhy (2. vydání 2013) (Les Tchèques à Tobrouk : histoires vraies [2e édition 2013])
- 2008 - Atentát na Heydricha (Muzeum v knize) (2. vydání v roce 2016) (L’attentat contre Heydrich [Musée en livre] [2e édition 2016])
- 2007 - Rok 1968 v Československu (Muzeum v knize) (2. vydání 2017) (L’année 1968 en Tchécoslovaquie [Musée en livre] [2e édition 2017])
- 2007 - Druhá světová válka: Češi a Slováci (Muzeum v knize) (La Seconde Guerre mondiale : les Tchèques et les Slovaques [Musée en livre])
- 2006 - Holocaust (Muzeum v knize) (2. vydání 2018) (L’Holocauste [Musée en livre] [2e édition 2018])
- 2005 - Češi ve wehrmachtu : zamlčované osudy (2. vydání 2012, 3. rozšířené vydání 2018) (Les Tchèques dans la Wehrmacht : destins dissimulés [2e édition 2012, 3e édition élargie 2018])
- 2004 - Milénium falešných proroků (beletrie) (Le millénaire des faux prophètes [prose])
- 2003 - Odmaturuj! ze společenských věd (středoškolská učebnice) (Passe ton bac ! Des sciences sociales [manuel pour l’enseignement secondaire])
- 2003 - Oheň zapomenutých bohů (beletrie, 2. vydání 2013) (Le feu des dieux oubliés [prose, 2e édition 2013])

### Éditions en langues étrangères et à l’étranger
- 2021 - Tschechen in der deutschen Wehrmacht (Morstadt, allemand)
- 2020 - Het Oostfront (REBO, néerlandais)
- 2019 - De Wehrmacht (REBO, néerlandais)
- 2019 - De Holocaust (REBO, néerlandais)
- 2019 - Nežná revolúcia: Cesta k slobode (slovaque)
- 2018 - Zlomové osmičky 1918-1938-1948-1968 (slovaque)
- 2007 - The Holocaust (anglais)
- 2007 - Druhá svetová vojna: Češi a Slováci (slovaque)
- 2006 - The Fire of Forgotten Gods (anglais)
- 2003 - Zmaturuj! z náuky o spoločnosti (slovaque)

## Prix
- 2013 – prix international E. E. Kisch pour Průvodce českými dějinami 20. století (Guide à travers l’histoire tchèque du XXe siècle)
- 2010 - prix d’honneur E. E. Kish pour Sametová revoluce (La Révolution de velours)
- 2009 – prix principal E. E. Kisch (décerné par la Société des écrivains tchèques) pour Osudové osmičky v našich dějinách (Les 8 fatidiques de notre histoire)
- 2008 - prix du 18e salon d’automne de Havlíčkův Brod pour Druhá světová válka: Češi a Slováci (La Seconde Guerre mondiale : les Tchèques et les Slovaques)
- 2007 – prix du 17e salon d’automne de Havlíčkův Brod pour Holocaust (L’Holocauste)